# Panesthia gurneyi
Panesthia gurneyi es una especie de cucaracha del género Panesthia, familia Blaberidae.

## Distribución
Esta especie se encuentra en Indonesia.